# El segundo poder
El segundo poder è un film del 1976 diretto da José María Forqué.

## Trama
Carlos, figlio di Felipe II, mentre vaga per l'Alcazar di Madrid a notte fonda, viene aggredito. Le eminenze ecclesiastiche incaricano un funzionario di indagare sull'incidente.